# Sunny (ミュージシャン)
SUNNY（サニー、1969年8月15日 - ）は、日本のキーボーディスト。Mr.Children、Superfly、ゆず、寺岡呼人、エレファントカシマシ、ウカスカジーらのサポートキーボーディストとしての活動のほか、ソロ活動も行なっている。

## 略歴
大阪府大阪市北区出身。中学生になってバンド活動を始める。当初はボーカル・ギターを担当。
志望大学のスポーツ推薦で不合格となり、その1年後に上京、兄の住宅で一緒に生活した。その兄と兄弟ユニットを結成し、音楽コンテストに出場したところ優勝。世界大会にも出場、ベストキーボーディスト賞を受賞。
その後、東京パノラママンボボーイズのツアーにベーシストとして参加。1992年にバンドを結成し、都内のライブハウスで活動していた。
1993年、元ザ・シャムロックの山森正之が結成したTHE ORANGESに加入。ここでSunnyと名付けられた。1997年脱退。同年、サエキけんぞうのプロデュースのもと、本名名義でのソロユニット・2moodyとしての活動を開始。時を同じくして寺岡呼人のサポートを行うようになる。
1998年5月29日、30日のゆずのライブ『ゆず渋谷公園通り劇場LIVE2Days』をサポート。同年9月からのゆずのツアーにも参加した。その後もサポートキーボーディストとしての活動を展開し、1999年の『Mr.Children TOUR '99 "DISCOVERY"』よりMr.Childrenのツアー、2000年には寺岡呼人のツアーにも参加。同年、ゆずの横浜スタジアムでのライブではギターの演奏も披露。2008年にはMy Little Loverのライブサポートやアルバムにおいてキーボードを演奏。Salyuの2007年、2009年と2010年のライブツアーでキーボードを演奏。2014年より桜井和寿が所属するユニット・ウカスカジーのバンドマスターを務める。その流れもあり同年には2006年を最後に離れていたMr.Childrenのサポートメンバーに復帰。両グループともにライブのみならずレコーディングにも参加するようになる。
ソロとしては1999年12月25日にSUNNY名義でデビュー、ミニアルバムを発表。2000年4月26日にメジャー・デビューを果たし、以降2枚のアルバム、4枚のシングルを発表。

## ディスコグラフィー

### シングル
| 発売日         | タイトル             | 規格品番   | 収録曲                                              |
| -------------- | -------------------- | ---------- | --------------------------------------------------- |
| 2000年4月26日  | ホントウノウソ       | BFCA-80005 | 1. ホントウノウソ 2. 月光、横顔、唇 3. クランクイン |
| 2000年6月28日  | 正直ジョナサン       | BFCA-80007 | 1. 正直ジョナサン 2. うさぎの雲 3. I'M SO PROUD     |
| 2001年11月28日 | Bless you, Thank you | BFCA-80010 | 1. Bless you, Thank you 2. 永遠の朝を迎えに行こう   |
| 2002年2月16日  | はじめの一歩         | BFCA-80011 | 1. はじめの一歩 2. MORNIN' GLORY NIGHT              |

### アルバム
| 発売日         | タイトル       | 規格品番   | 収録曲 |
| -------------- | -------------- | ---------- | --- |
| 1999年12月25日 | Smile! Study!  | FRCD-3     | 1. 序にかえて（プロローグ） 2. 微笑みの研究 3. 走って行こう 4. ひとつになろうよ 5. グリーンライラック 6. 春に花たちは 7. タンブリングダウン                                              |
| 2000年7月12日  | 向かい風キラー | BFCA-84001 | 1. 天空橋から吹く風に想いを 2. ホントウノウソ 3. 正直ジョナサン 4. 風のクルマ 5. うさぎの雲 6. 月光、横顔、口唇 7. かげらふ 8. ちっぽけな太陽 9. ナツノナカヱ 10. ハッピーエンドで行こう |
| 2000年10月18日 | 微笑みの研究   | BFCA-82501 | 1. 微笑みの研究 2. 夢のスタジオウッドストック 3. カナリアの未来 4. プライドはスマイル 5. 惑星イノセント'75                                                                               |